# Christian Manz
Christian Manz – brytyjski twórca efektów wizualnych.

## Życiorys
Christian Manz studiował na Kingston University.

## Filmografia
- 2000: Dziesiąte królestwo (The 10th Kingdom)
- 2001: Wędrówki z bestiami (Walking with Beasts)
- 2001: The Armando Iannucci Shows
- 2001: World of Pub (6 odcinków)
- 2001: Brass Eye (1 odcinek)
- 2002: Dinotopia
- 2002: Shackleton
- 2003: Uśmiech Mony Lizy (Mona Lisa Smile)
- 2003: Bright Young Things
- 2004: The Last Dragon
- 2004: The Banker
- 2004: Space Odyssey: Voyage to the Planets
- 2004: Harry Potter i więzień Azkabanu (Harry Potter and the Prisoner of Azkaban)
- 2005: Harry Potter i Czara Ognia (Harry Potter and the Goblet of Fire)
- 2005: Niania (Nanny McPhee)
- 2005: The League of Gentlemen’s Apocalypse
- 2006: Park prehistoryczny (Prehistoric Park) (1 odcinek)
- 2006: Nagi instynkt 2 (Basic Instinct 2)
- 2007–2009: Siły pierwotne (Primeval) (23 odcinki)
- 2007: Złoty kompas (The Golden Compass)
- 2008: The 39 Steps
- 2008: Crooked House
- 2008: Tajniacy (Spooks) (2 odcinki)
- 2008: A Number
- 2008: Opowieści z Narnii: Książę Kaspian (The Chronicles of Narnia: Prince Caspian)
- 2009: Heartless
- 2010: Harry Potter i Insygnia Śmierci: Część I (Harry Potter and the Deathly Hallows – Part 1)
- 2010: Niania i wielkie bum (Nanny McPhee And The Big Bang)
- 2013: 47 roninów (47 Ronin)
- 2016: Fantastyczne zwierzęta i jak je znaleźć (Fantastic Beasts and Where to Find Them)
- 2018: Fantastyczne zwierzęta: Zbrodnie Grindelwalda (Fantastic Beasts: The Crimes of Grindelwald)
- 2022: Fantastyczne zwierzęta: Tajemnice Dumbledore’a (Fantastic Beasts: The Secrets of Dumbledore)
- 2025: Jak wytresować smoka (How to Train Your Dragon)

## Nagrody i nominacje
| Rok  | Ceremonia                                | Kategoria                                                          | Produkcja                                      | Rezultat  | Źr.   |
| ---- | ---------------------------------------- | ------------------------------------------------------------------ | ---------------------------------------------- | --------- | ----- |
| 2003 | VES Award                                | Best Compositing in a Televised Program, Music Video or Commercial | Dinotopia                                      | Wygrana   | [ 4 ] |
| 2005 | VES Award                                | Outstanding Compositing in a Broadcast Program                     | Space Odyssey: Voyage to the Planets           | Wygrana   | [ 4 ] |
| 2009 | Nagrody Telewizyjne Akademii Brytyjskiej | Najlepsze efekty wizualne                                          | Siły pierwotne                                 | Nominacja | [ 4 ] |
| 2011 | Critics' Choice Movie Awards             | Best Visual Effects                                                | Harry Potter i Insygnia Śmierci: Część I       | Nominacja | [ 4 ] |
| 2011 | Nagrody Telewizyjne Akademii Brytyjskiej | Najlepsze efekty wizualne                                          | Harry Potter i Insygnia Śmierci: Część I       | Nominacja | [ 4 ] |
| 2011 | Nagroda Akademii Filmowej                | Najlepsze efekty specjalne                                         | Harry Potter i Insygnia Śmierci: Część I       | Nominacja | [ 4 ] |
| 2017 | VES Award                                | Outstanding Visual Effects in a Photoreal Feature                  | Fantastyczne zwierzęta i jak je znaleźć        | Nominacja | [ 4 ] |
| 2017 | Nagrody Telewizyjne Akademii Brytyjskiej | Best Special Visual Effects                                        | Fantastyczne zwierzęta i jak je znaleźć        | Nominacja | [ 4 ] |
| 2019 | Nagrody Telewizyjne Akademii Brytyjskiej | Best Achievement in Special Visual Effects                         | Fantastyczne zwierzęta: Zbrodnie Grindelwalda  | Nominacja | [ 5 ] |
| 2023 | VES Award                                | Outstanding Visual Effects in a Photoreal Feature                  | Fantastyczne zwierzęta: Tajemnice Dumbledore’a | Nominacja | [ 6 ] |